# Культурный синдром
Культурный синдром по Гарри Триандису (от англ. cultural syndrom) — концепция, введенная в психологическую науку одним из ведущих специалистов в кросс-культурной психологии, американским ученым Гарри Хараламбосом Триандисом.
Культурный синдром - набор ценностей, установок, убеждений, самоопределений, норм, стереотипов, ассоциаций и моделей поведения, которыми одна культурная группа отличается от другой. Основная задача такой матрицы - определение типа культуры, к которому принадлежит та или иная группа.

## Основные измерения культурного синдрома
В одном из своих фундаментальны трудов "Culture and Social Behavior" Триандис первоначально выделил четыре культурных индикатора, которые, по его мнению, играют определяющую роль в изучении влияния субъективных, нематериальных факторов на поведение человека:
- Сложность
- Индивидуализм
- Коллективизм
- Жесткость[3]

Ориентируясь на данные индикаторы, ученый выделял несколько культурных синдромов.

## Культурный синдром "простота-сложность" (от англ. Cultural Complexity)
Сложность той или иной культуры определяется количеством различных культурных элементов, среди которых Триандис выделял: 

Структуру социальных отношений. Так, к примеру, многомиллионная столица Мексики - Мехико или Древний Рим являлись сложными системами.

Разграничение объектов и событий среды. В данном случае подразумевается количество различных профессий: в индустриальных странах нужны специалисты из крайне разных областей, в менее развитых обществах такая вариативность не требуется.

Сложность культуры можно также определить по: среде обитания  и истории общества . Так, группы, где основой стали рыболовство, охота и собирательство, относятся к простым культурам; скотоводство и сельское хозяйство ведут - к культурам с небольшой сложностью; индустриальные группы - к сложным культурам; а самыми сложными становятся информационные общества, где люди работают с огромным количеством информации с помощью компьютеров и имеют доступ к банкам данных, связанных между собой информационными сетями. 

Также важен фактор отношения ко времени: чем сложнее культура, тем больше внимания ему уделяется (европейцы и американцы считают опозданием задержку более чем на 15 минут, жители Латинской Америки - 1 день) .

Позже известный российский социолог Лебедева Н.М. добавила еще ряд параметров, для определения простоты или сложности культуры:
- Открытость отношений
- Полезависимость и поленезависимость - подверженность (неподверженность) сильному влиянию среды
- Отношение к критике
- Степень доверия вербальному и невербальному общению[5]

По Лебедевой, к странам с простой культурой относятся государства с относительно невысоким уровнем развития, расположенные в Африке и Латинской Америке, а также Иран. Сложная культура присуща США и Японии, а также другим постиндустриальным государствам. Средней культурной сложностью отличаются Греция и Италия.

## Культурный синдром "жесткость-рыхлость" (от англ. Tightness)
Синдром определяется через поведение людей в обществе и их отношение к существующим нормам.
Факторы образования жесткого типа культуры:
- Гомогенность культуры
- Отсутствие влияния чужой культуры
- Высокая плотность населения
- Северный климат (в северных странах требовался более жесткий контроль за распределением ресурсов для выживания)

Факторы образования рыхлого типа культуры:
- Культурная гетерогенность
- Влияние других культур
- Большая территория с небольшим количеством населения
- Теплый климат

Примером жесткой культуры Триандис называет Японию, где любое, даже самое незначительное отклонение от нормы может жестоко наказываться (опоздание на урок на пару минут). Жесткая культура в Японии сложилась благодаря конфуцианству, изолированному географическому положению и гомогенности общества. Примером рыхлой культуры выступают США и Таиланд.

## Культурный синдром "индивидуализм-коллективизм" (от англ. Individualism - Collectivism)
Синдром выявляется через отношение личности к коллективу и особенности его самоопределения в нем. Ученые считают, что это один из главных синдромов для изучения и выявления различий между культурами. 

Особенности коллективистских культур

В таких культурах индивиды считают себя неотъемлемой частью группы, сообщества, семьи или любого другого коллектива. Члены группы осознают себя частью одного целого и ставят интересы и цели коллектива выше своих собственных. Главные ценности для представителей коллективистских культур: безопасность, долг, персонализированные отношения. Часто отношения в таких культурах иерархичны. Индивиды часто с подозрением относятся к представителям других культур, сложно выстраивают с ними отношения, но с течением времени могут заводить и поддерживать близкие отношения с чужаками. В качестве примеров таких культур Триандис называет страны Азии, Африки и Латинской Америки. 

Преимущества коллективизма:
- Более низкий уровень преступности
- Уважение членов коллектива, их интересов

Недостатки коллективизма:
- Давление на личность, ограничение выбора
- Развитие авторитаризма
- Высокий уровень конфликтности между группами (этнические чистки)

Особенности индивидуалистских культур

В таких культурах личность действует независимо от коллектива, иногда вступая в конфликт с другими членами группы ради достижения своих целей, которые стоят в приоритете над целями коллектива. Главные ценности: получение удовольствия, достижение успехов, конкуренция, свобода и независимость. Представители таких культур дружелюбно настроены по отношению к другим группам, легко заводят новые знакомства. Страны с индивидуалистским синдромом – США, англоговорящие страны (Новая Зеландия, Австралия, Великобритания, Канада), Нидерланды, Скандинавские страны, Франция, Ирландия и Германия.

Преимущества индивидуализма:
- Соблюдение прав личности
- Развитие демократии и мультикультурализма
- Поощрение талантов и последующее развитие общества

Недостатки индивидуализма:
- Высокий уровень преступности
- Ослабление института брака и высокий уровень разводов
- Высокий уровень конфликтности

Смешанные культуры

В эту группу входят культуры, сочетающие в себе черты коллективизма и индивидуализма. Примеры стран со смешанным типом культуры: Россия, страны Южной Европы (Греция, Южная Италия, Испания и Португалия).

## Последующее развитие концепции
Точное количество культурных синдромов, по которым возможно изучать типы культуры, неизвестно. Над их выявлением работают ученые и специалисты в области кросс-культурной психологии. Концепцию культурных синдромов развивал в своих работах Герт Хофстеде, на основе исследований он выделил еще три культурных синдрома, позволяющих проводить разграничительные черты между культурами разных стран: избегание неопределенности, дистанция власти, фемининность-маскулинность.
Психологи Ричард Нисбет и Дов Коэн говорили о существовании культурного синдрома "почитание" (от англ. honor). Мексиканский психолог Рохелио Диас-Герреро выделил другой синдром - "активность-пассивность".